# Isoodon macrourus
Il bandicoot bruno settentrionale (Isoodon macrourus Gould, 1842) è un bandicoot diffuso solamente lungo le coste settentrionali e orientali dell'Australia e nelle isole vicine, specialmente in Papua Nuova Guinea. In Australia, tuttavia, non si spinge troppo all'interno, dove l'ambiente è estremamente arido e inadatto per la maggior parte degli organismi.

## Habitat
Le popolazioni di I. macrourus vivono in due diversi habitat a seconda della stagione. Durante la stagione secca, questa specie di marsupiale vive in fitte boscaglie costituite da erbe alte, alberelli e folti arbusti. Ciò probabilmente è dovuto alla scarsità di cibo. Nella stagione umida, invece, I. macrourus «esce allo scoperto» e si spinge nelle praterie aperte, dove può trovare fonti di cibo più abbondanti.
Il bandicoot brun settentrionale edifica sul terreno nidi o covi individuali costituiti da semplici mucchi di fieno e ramoscelli ben camuffati e impermeabili. L'interno è cavo e grande abbastanza per permettere l'accesso a un unico esemplare. Alcuni bandicoot utilizzano come rifugio tronchi caduti o tane di coniglio abbandonate. In generale, tuttavia, I. macrourus mostra una spiccata preferenza per le aree riparate.

## Descrizione fisica
Come gli altri bandicoot, si differenzia dagli altri marsupiali per due caratteristiche: la poliprotodontia e la sindattilia. I. macrourus ha il corpo e la coda lunghi rispettivamente 40 e 15 cm e un peso medio di 1.200 g. Questo marsupiale, dall'aspetto simile a un roditore, è ricoperto da un mantello folto e ruvido, ma non spinoso. Sul dorso il pelame è marrone chiaro, picchiettato un po' ovunque di nero. Sul ventre, invece, è di un bianco intenso. Questo bandicoot, inoltre, ha piccole orecchie arrotondate e naso corto. Si può confondere facilmente con Isoodon obesulus, il bandicoot bruno meridionale. Le due specie, comunque, differiscono tra loro sia per le dimensioni, maggiori in I. macrourus, che per la distribuzione, in quanto I. obesulus è diffuso solamente lungo le coste meridionali dell'Australia.
Il maschio, generalmente, è più lungo della femmina di 5-7 cm e pesa circa mezzo chilo in più.

## Riproduzione
Il bandicoot bruno settentrionale si riproduce in ogni periodo dell'anno. Una sua nidiata è costituita in media da 2 a 4 piccoli. Essendo un marsupiale, i neonati sono nudi e immaturi e quindi sono sottoposti ad un grande sviluppo all'interno del marsupio materno. Il periodo di gestazione (12,5 giorni) è il più breve mai registrato tra i mammiferi. I bandicoot sono inoltre i soli marsupiali metateri ad avere una placenta simile a quella dei mammiferi euteri. I giovani sono svezzati dopo 60 giorni dal parto. A quell'età, sono in grado di mantenere da soli la propria endotermia. I. macrourus ha una durata di vita di circa due anni.
In tutta la vita una femmina dà alla luce da 8 a 11 nidiate. Il maschio non gioca un ruolo significativo nella cura dei piccoli.

## Comportamento
Il bandicoot bruno settentrionale difende e marca diligentemente il proprio territorio. Possiede ghiandole odorifere su orecchie, bocca, marsupio e cloaca. Questo marsupiale solitario è aggressivo solamente nei confronti di altri esemplari della propria specie. Se un bandicoot viene sorpreso nei pressi del sito di nidificazione fuggirà via. Quasi mai un I. macrourus cerca di difendersi, tranne il caso dei maschi che combattono tra loro per far valere i propri diritti territoriali. Questi scontri, che terminano in genere con la morte del più debole, possono essere evitati se uno dei contendenti si sottomette spontaneamente all'altro. Così facendo il maschio subordinato cede al dominante anche il diritto di accoppiarsi con tutte le femmine dei dintorni. I bandicoot non sono animali sociali e non vivono in gruppo, eccetto le madri con i piccoli.

## Alimentazione
I. macrourus è onnivoro. Si nutre di insetti, lombrichi, bacche e semi di graminacee. Talvolta, quando il cibo è scarso, la femmina può mangiare i propri piccoli. Questo marsupiale solitario si spinge alla ricerca di cibo solamente di notte, utilizzando l'ottimo senso dell'olfatto. Ciò gli permette di individuare il cibo sia sul suolo che nel terreno. Cacciare di notte, tuttavia, ha i suoi svantaggi: il bandicoot è la preda principale di molti gatti, volpi e gufi dell'Australia.

## Conservazione
Nel corso del secolo scorso, le popolazioni di I. macrourus sono notevolmente diminuite dopo l'introduzione da parte degli europei di conigli e bestiame in Australia. Questo ha drammaticamente accresciuto la concorrenza diretta di cibo e di habitat. Il bandicoot, inoltre, ha sofferto notevolmente per l'introduzione di volpi e gatti, entrambi predatori di piccoli animali.